# Parque natural Bardača
El Parque natural de Bardača es el nombre que recibe un complejo de espacios protegidos conformado por un lago y pantanos en el municipio de Srbac, el norte de la República Srpska, en el país europeo de Bosnia y Herzegovina. Se encuentra a unos 30 kilómetros de Banja Luka. El Área del lago y pantanos están protegidos como parque natural Bardača (Monumento Natural - UICN Categoría III), . Se le ha designado además como un sitio Ramsar (n. 1658).